# President Forever 2008 + Primaries
President Forever 2008 + Primaries é um jogo eletrônico de simulação política que incorpora o realismo do jogo misturado com ficção. Ele simula as eleições presidenciais e primárias de 1960, 1980, 1992, 2000, 2004 e 2008. Foi desenvolvido e lançado pela TheorySpark, desenvolvedora especializada em jogos políticos, em 12 de outubro de 2006. O jogo é uma versão atualizada do original President Forever.
Os jogadores devem ganhar a maioria dos votos do Colégio Eleitoral para ganhar a eleição, ou para pequenos partidos ou candidatos uma campanha bem sucedida pode exigir tão pouco como alcançar 5% dos votos. O jogador é responsável por todos os aspectos da campanha de seu candidato escolhido, desde o planejamento da campanha, a publicidade ou os apoiadores.

## Jogabilidade

Notícias geradas durante a campanha.

Após o jogador ter escolhido o seu candidato, é hora de jogar contra a oposição. O jogo começa em 1º de outubro de 2007. O candidato deve desenvolver estratégias com seus limitados recursos escolhendo quais os estados que terá como alvo maior e quanto gastar em cada um deles.
Como a maioria dos jogos de estratégia, todos os candidatos têm um conjunto de atributos que ajudam na realização das atividades durante todo o jogo. Atributos como liderança, integridade, carisma e experiência, mas também outros atributos, como a familiaridade e habilidade para debater sobre determinados assuntos. Todos os atributos devem trabalhar juntos para ajudar um candidato durante o jogo. Falta de experiência e vulnerabilidade aos escândalos podem atrapalhar a campanha.
Para efetivamente ganhar eleitores, o jogador deve decidir sobre o tema de sua campanha. Alterando a posição dos candidatos sobre temas polêmicos ajudará a atrair os eleitores em suas campanhas, mas mudanças drásticas entre os candidatos fará com que a campanha fique desacreditada.
O sucesso de um candidato está intimamente ligada à sua dinâmica em cada estado. Os candidatos precisam se concentrar em ganhar impulso com a criação de campanhas publicitárias, visitando os estados e captação de recursos. Boas campanhas publicitárias vão ajudar a convencer o eleitorado de que eles estão certos em que votar, ou um jogador pode criar campanhas focadas em atacar outros candidatos. Visitando os eleitores em seus estados, chamado no jogo de barnstorming, funciona bem para os eleitores e também ajuda a elevar o moral dos militantes do candidato naquele estado. O candidato também deve trabalhar na criação de uma campanha bem estabelecida, investindo tempo, dinheiro e pontos de comando para o desenvolvimento da campanha.

## Candidatos
O cenário do jogo inclui a maioria dos candidatos que decidiram concorrer ou aqueles que não concorreram. Os candidatos que podem concorrer são ativados a critério do jogador.

### Candidatos do Partido Republicano
- Rudy Giuliani, ex-prefeito de Nova Iorque
- Mike Huckabee, ex-governador do Arkansas
- Duncan Hunter, representante pela Califórnia
- John McCain, senador pelo Arizona
- Ron Paul, representante pelo Texas e ex-candidato a presidência pelo Partido Libertário
- Mitt Romney, ex-governador de Massachusetts
- Tom Tancredo, representante pelo Colorado
- Fred Thompson, ex-senador pelo Tennessee
- George Allen, ex-senador pela Virgínia
- Sam Brownback, senador pelo Kansas
- Bill Frist, ex-senador pelo Tennessee
- Newt Gingrich, ex-representante pela Geórgia

### Candidatos do Partido Democrata
- Joe Biden, senador pelo Delaware
- Hillary Clinton, senadora por Nova York e ex-primeira-dama dos Estados Unidos
- Christopher Dodd, senador pelo Connecticut
- John Edwards, ex-senador pela Carolina do Norte
- Dennis Kucinich, representante pelo Ohio
- Barack Obama, senador pelo Illinois
- Bill Richardson, governador do Novo México, ex-representante pelo Novo México e ex-embaixador dos Estados Unidos na ONU
- Wesley Clark, ex-general do Exército dos Estados Unidos
- Evan Bayh, ex-governador e senador pela Indiana
- Al Gore, ex-vice-presidente dos Estados Unidos
- John Kerry, senador pelo Massachusetts
- Mark Warner, ex- governador da Virgínia
- Tom Vilsack, ex-governador de Iowa

### Candidatos do Partido Libertário
- Bob Barr
- Wayne Allyn Root
- Mary Ruwart

### Candidato do Partido da Constituição
- Chuck Baldwin

## Desenvolvimento
O jogo foi desenvolvido com precisão do modelo President Forever, mas a flexibilidade do design do jogo permite aos jogadores criarem os seus próprios cenários fictícios.

## Continuação
Em 12 de setembro de 2010, a Theoryspark anunciou que o presidente Forever+primárias de 2012 será lançado.